# Traubensilberkerze
Die Traubensilberkerze (Actaea racemosa L., Syn.: Cimicifuga racemosa (L.) Nutt.) ist eine Pflanzenart aus der Gattung Christophskräuter (Actaea) (früher Cimicifuga) in der Unterfamilie der Ranunculoideae innerhalb der Familie der Hahnenfußgewächse (Ranunculaceae).

## Trivialnamen
Auch Amerikanische, Schwarze oder Wilde Schlangenwurzel, Amerikanisches, Hohes oder Staudiges Christophskraut, Frauenwurzel, Klapperschlangenkraut, Schwindsuchtwurzel, Traubenförmige Schwarzwurz und Wanzenkraut genannt. Man beachte, dass der Name Wanzenkraut auch für eine andere Art verwendet wird, für Actaea europaea.

## Beschreibung

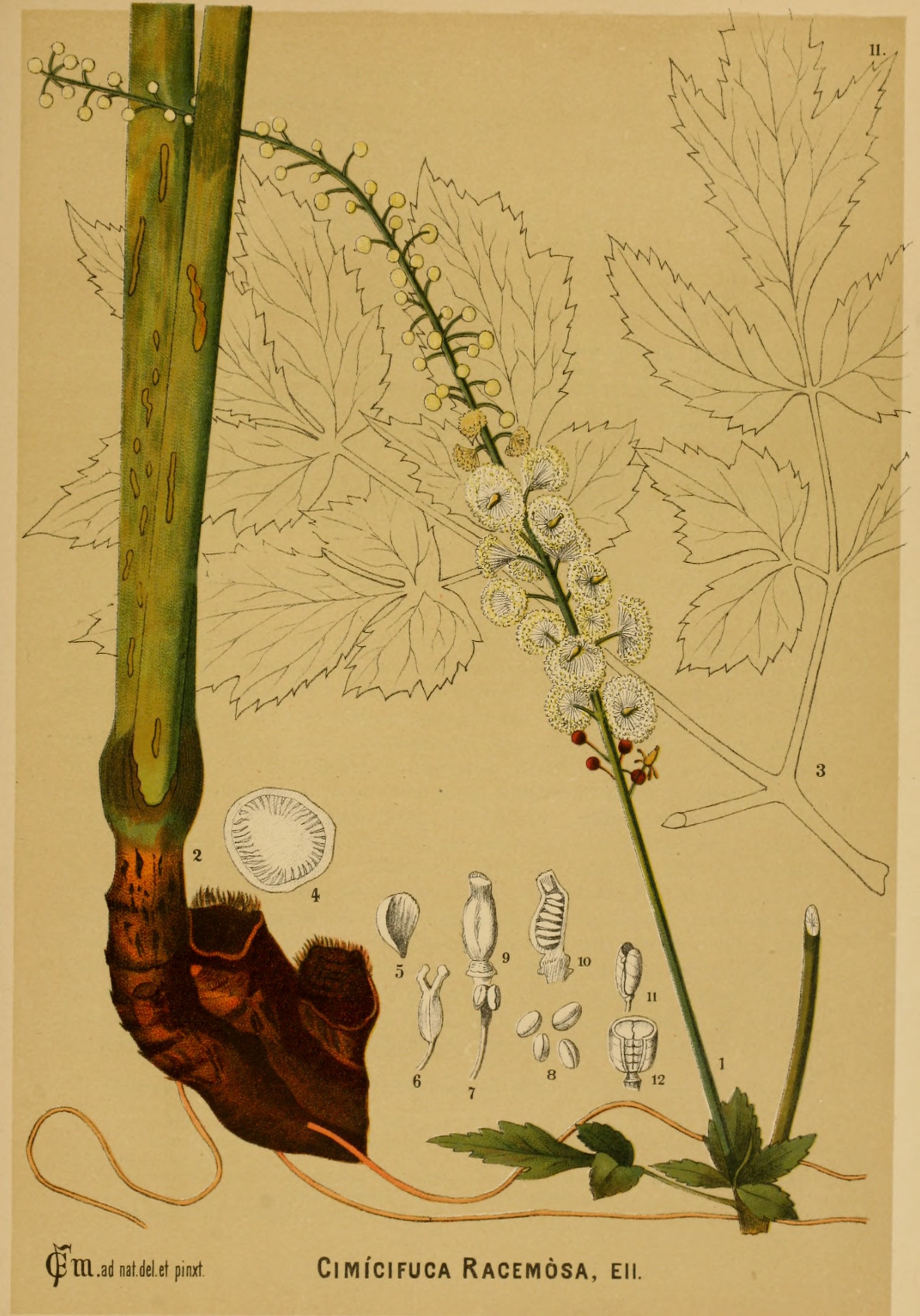
Illustration aus American Medicinal Plants

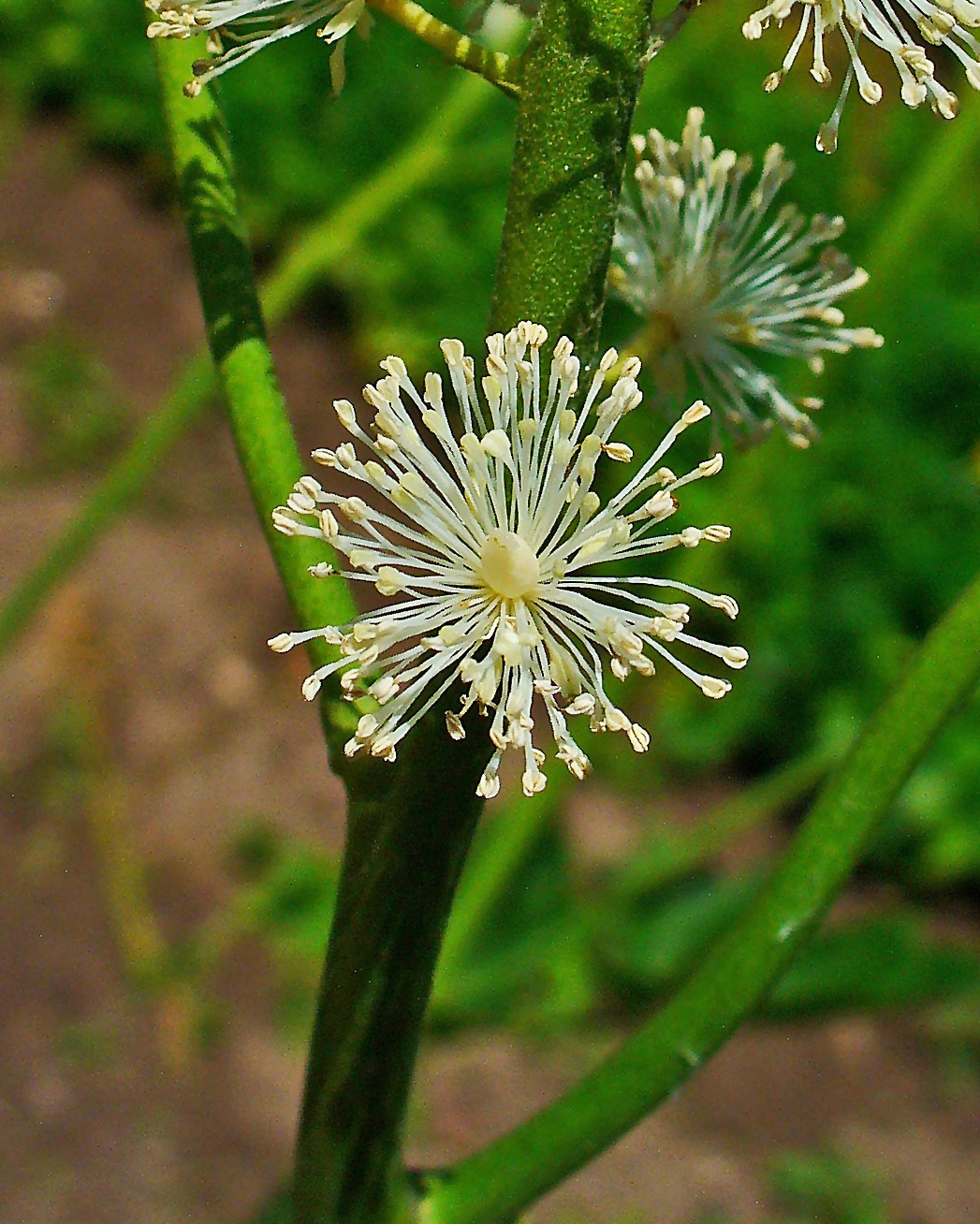
Blüte im Detail: die Hauptschauwirkung geht von den Staubblättern aus

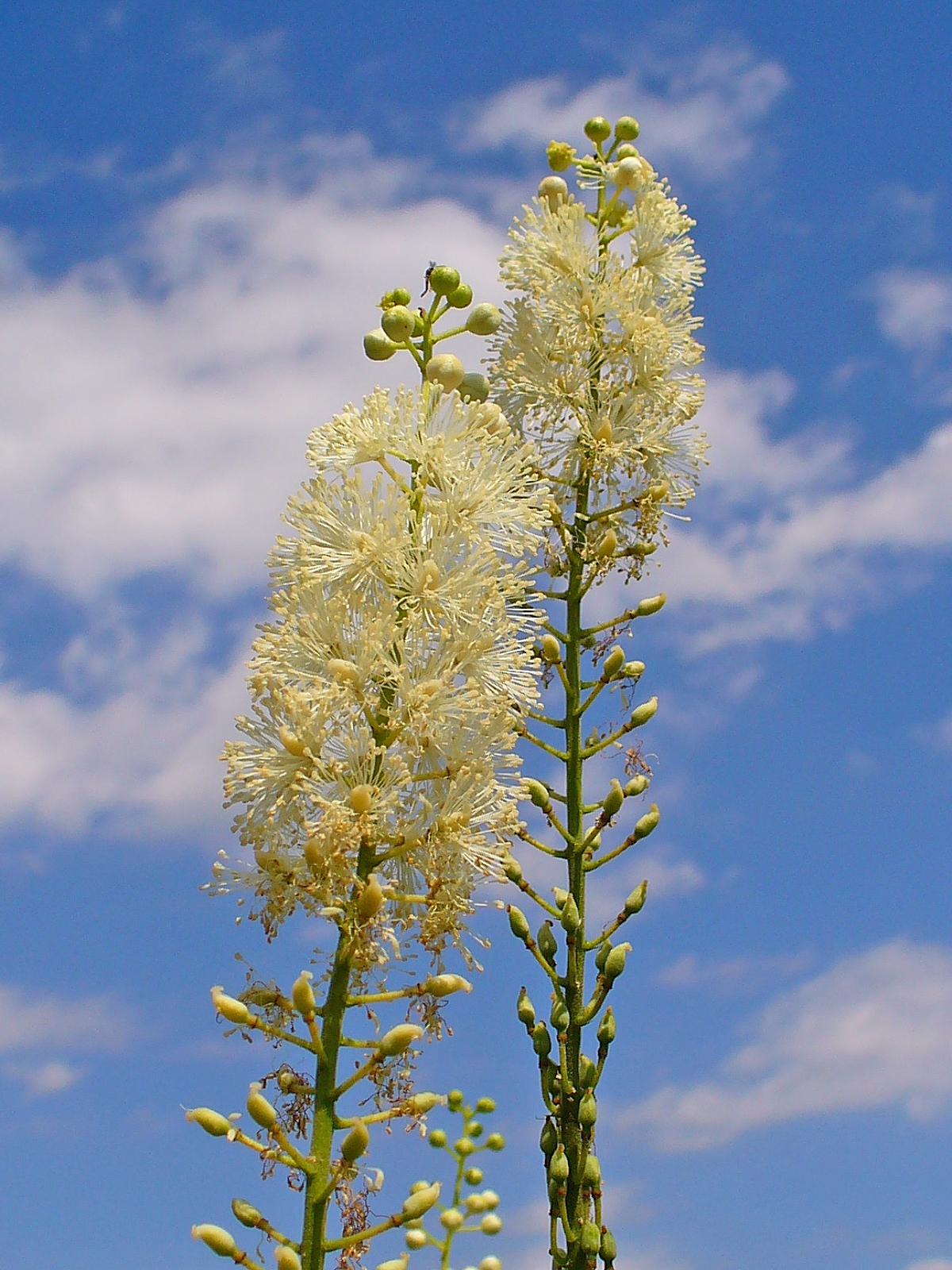
Blütenstände

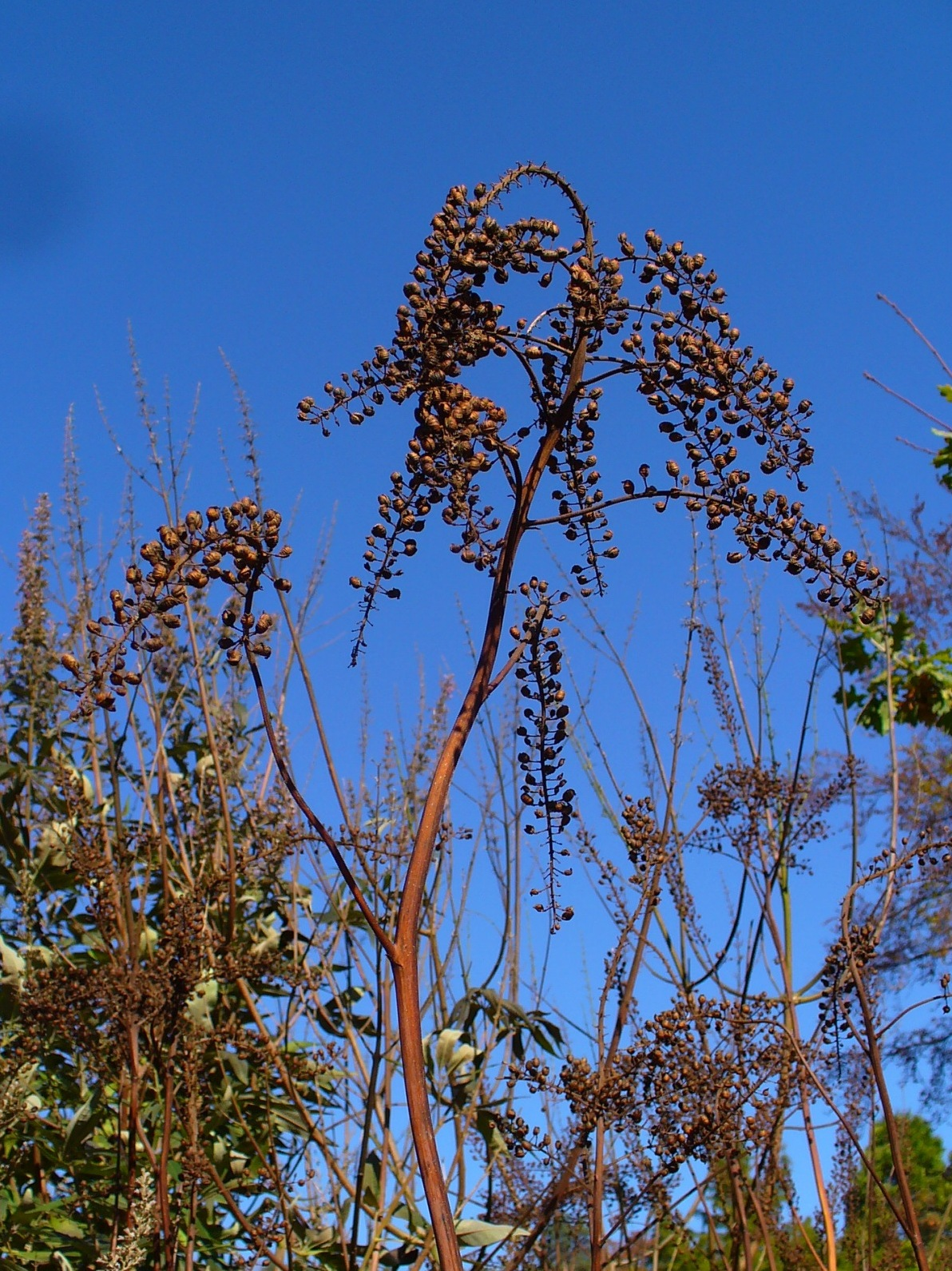
Fruchtstand

### Vegetative Merkmale
Die Traubensilberkerze ist eine ausdauernde krautige Pflanze, die Wuchshöhen von 0,75 bis 2,5 Metern erreicht. Als Überwinterungsorgane dienen vor allem das langlebige Rhizom, aber auch die Wurzeln (insgesamt botanisch ungenau „Wurzelstock“ genannt). Der aufrechte, kahle Stängel ist beblättert.
Die relativ großen Laubblätter sind in Blattstiel und Blattspreite gegliedert. Der 15 bis 60 Zentimeter lange, kahle Blattstiel ist im Querschnitt kantig bis mehr oder weniger stielrund. Die Blattspreite ist doppelt bis dreifach gefiedert mit 20 bis 70 Blättchen. Die Fiederblättchen sind 4 bis 12 Zentimeter lang sowie 3 bis 8 Zentimeter breit, spitz und tief gesägt. Die kahle Endfieder des zentralen Segmentes ist bei einer Länge von 6 bis 15 Zentimetern sowie einer Breite von 6 bis 16,5 Zentimetern eiförmig bis verkehrt-eiförmig, dreilappig, mit etwa keilförmiger bis etwa herzförmiger Basis, spitzem bis zugespitztem oberem Ende und gezähntem bis gezähnt-gesägtem oder eingeschnittenem Rand; selten sind auf der Unterseite die drei erhabenen Blattadern flaumig behaart.

### Generative Merkmale
Die Blütezeit liegt im Sommer zwischen Juni und September. In einem im oberen Bereich flaumig behaarten, 10 bis 60 Zentimeter langen, relativ schmalen, aus mehreren traubenähnlichen Teilblütenständen zusammengesetzten, aufrechten, rispigen Gesamtblütenstand stehen zahlreiche Blüten zusammen. Das Tragblatt ist bei einer Länge von 3 bis 4 Millimeter pfriemlich. Deckblätter fehlen. Der 4 bis 10 Millimeter lange Blütenstiel ist flaumig behaart.
Die zwittrigen Blüten sind radiärsymmetrisch und relativ klein. Die vier Kelchblätter sind grünlich-weiß. Die meist vier (ein bis acht), mit etwa 3 Millimetern relativ kleinen, weißen Kronblätter sind länglich, genagelt und fallen sofort nach dem Aufblühen ab. Nektarien befinden sich an der Basis. In den Blüten sind zahlreiche (55 bis 110) Staubblätter mit weißen, 5 bis 10 Millimeter langen Staubfäden und weißen Staubbeuteln vorhanden. Es ist nur ein, selten zwei sitzende, mehr oder weniger flaumig behaarte Fruchtknoten vorhanden. Der kurze, dicke Stempel endet in einer 0,5 Millimeter breiten Narbe.
Die sitzende, dickwandige Balgfrucht ist bei einer Länge von 5 bis 10 Millimetern eiförmig und seitlich mehr oder weniger abgeflacht; sie enthält zahlreiche Samen. Die braunen, glatten bis mehr oder weniger grob gerippten Samen sind bei einem Durchmesser von etwa 3 Millimetern halbkugelig.
Die Chromosomengrundzahl beträgt x = 8, es liegt Diploidie von mit einer Chromosomenzahl von 2 n = 16.

## Vorkommen
Die Traubensilberkerze ist im östlichen bis zentralen Nordamerika weitverbreitet. Fundortangaben gibt es für die kanadische Provinz Ontario und die US-Bundesstaaten Illinois, Missouri, Connecticut, Indiana, Massachusetts, New Jersey, New York, Ohio, Pennsylvania, West Virginia, Alabama, Arkansas, Delaware, Georgia, Kentucky, Maryland, North Carolina, South Carolina, Tennessee, Virginia sowie den District of Columbia.
Sie wächst meist an beschatteten Standorten in Höhenlagen von 0 bis 1500 Metern.

## Taxonomie
Die Erstveröffentlichung von Actaea racemosa erfolgte 1753 durch Carl von Linné in Species Plantarum, Tomus 1, S. 504. Synonyme für Actaea racemosa L. sind: Cimicifuga racemosa (L.) Nutt., Actaea monogyna Walter.

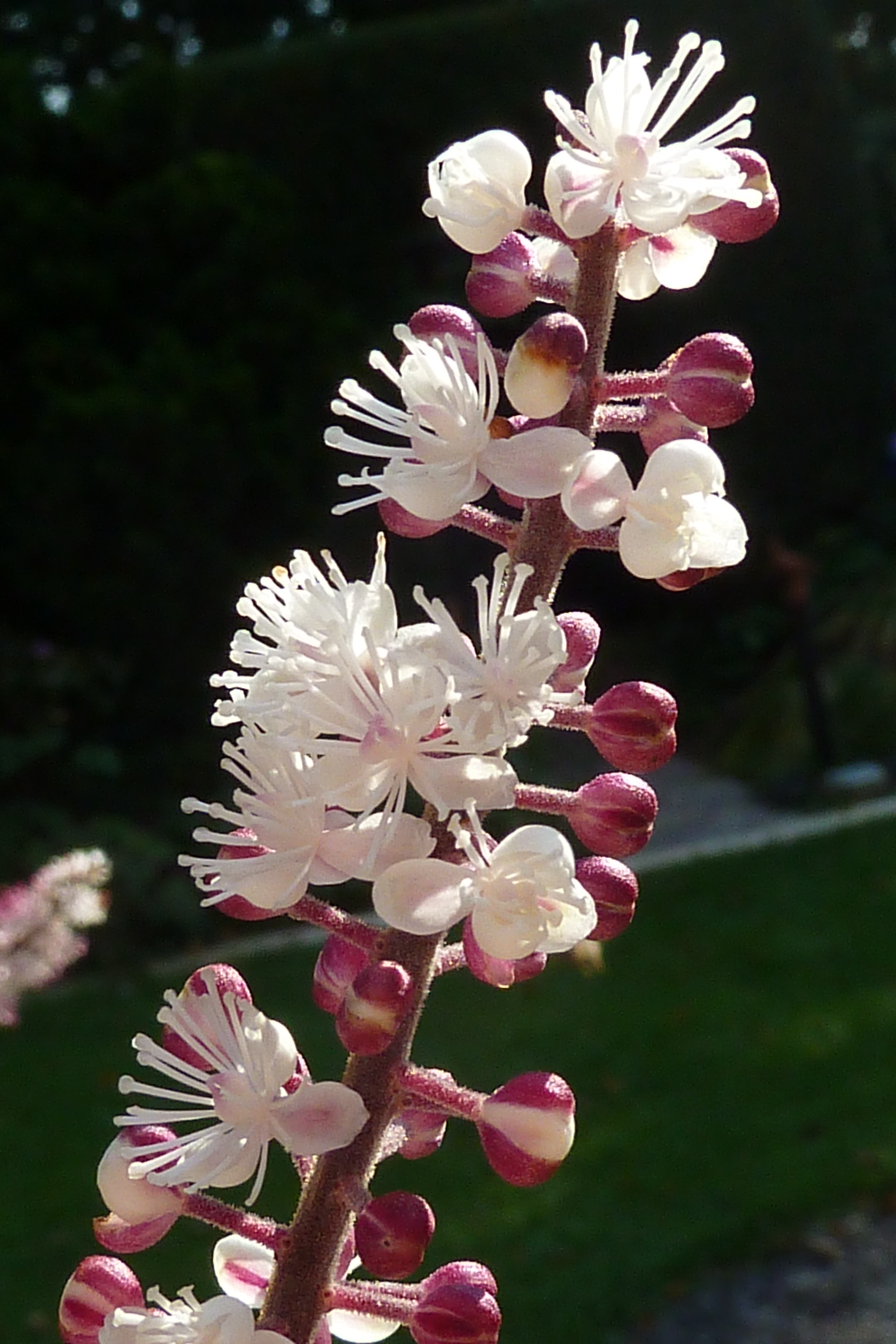
Teilblütenstand der rötlichen Sorte ‘Atropurpurea’

## Pharmazeutische Bedeutung
Arzneilich genutzt werden die unterirdischen Teile der Pflanze, der Wurzelstock („Cimicifugae racemosae rhizoma“) und die Wurzeln („Cimicifugae racemosae radix“). Sie enthalten verschiedene Saponine (Triterpensaponine/Triterpenglykoside wie Actein), außerdem Cimicifugasäuren und andere Phenolcarbonsäuren. Als pharmakologisch aktive Substanz wird der Gesamtextrakt gesehen.

### Wirkung
Ursprünglich wurden der Droge östrogenähnliche Eigenschaften (SERM = selektive Estrogen-Rezeptor-Modulatoren) zugesprochen. Das Phytohormon Formononetin konnte jedoch nur in methanolischen Auszügen nachgewiesen werden und fehlt in ethanolischen oder isopropanolischen Extrakten. Heute kann ein östrogenähnlicher Wirkmechanismus ausgeschlossen werden. Eine zentral-nervöse Aktivität wurde bereits 2003 vermutet, was sich inzwischen durch klinische und präklinische Daten erhärtet hat.
Auszüge der Droge sind Bestandteile von Arzneifertigpräparaten, die bei dysmenorrhoischen sowie insbesondere bei klimakterisch bedingten neurovegetativen Beschwerden (Wechseljahresbeschwerden wie Hitzewallungen, Schweißausbrüche und damit verbundene Schlafstörungen) angewendet werden. Eine Übersichtsarbeit der Cochrane Gesellschaft aus dem Jahre 2012 steht den bisherigen Erkenntnissen und der Wirkung von Cimicifugapräparaten bei menopausalen Beschwerden eher verhalten gegenüber. Für diesen Cochrane-Review wurden Zubereitungen unterschiedlichster Qualität, das heißt geprüfte Arzneimittel, Produkte ohne Marktzulassung sowie Nahrungsergänzungsmittel und deren Anwendung bei verschiedenen Indikationen eingeschlossen und miteinander verglichen. Zudem wurden auch Studien mit Zubereitungen nicht eindeutig identifizierter Traubensilberkerze-Arten berücksichtigt, während gleichzeitig einige bis dahin publizierte Studien gar nicht berücksichtigt oder anscheinend unberechtigt aus der Betrachtung ausgeschlossen wurden. Vollständige Metaanalysen belegen die Wirksamkeit Cimicifuga-haltiger Arzneimittel bei Wechseljahresbeschwerden, insbesondere wenn sie einen isopropanolischen Extrakt enthalten.
Ein Review aus dem Jahr 2013, der alle Vollpublikationen von 2000 bis 2012 berücksichtigt, differenziert die Cimicifuga-Zubereitungen erstmals nach Extraktart, qualitativem Status und Indikation. Danach zeigen nur die standardisierten geprüften und zugelassenen Arzneimittel Evidenz (rationale Phytotherapie) und somit ein positives Nutzen-Risiko-Profil. Neuere Untersuchungen mit einem ethanolischen Extrakt zeigen auch positive Effekte auf mittel- und langfristige Folgen der Wechseljahre wie Gewichtsanstieg und Stoffwechselstörungen.
Arzneimittel, die einen isopropanolischen Extrakt aus Cimicifuga enthalten, sind auch für Patientinnen geeignet, die nach einer Brustkrebstherapie unter Wechseljahresbeschwerden leiden, wenn sie dies mit ihrem behandelnden Arzt absprechen. Das rezidivfreie Überleben wird hierdurch nicht beeinträchtigt, sondern wahrscheinlich eher begünstigt.

#### Nebenwirkungen
Fälle von Leberschädigungen bei der Anwendung Cimicifuga-haltiger Arzneimittel sind so selten, dass ihre Häufigkeit auf Grundlage der verfügbaren Daten nicht abschätzbar ist. Sie müssen ab dem 1. September 2009 einen entsprechenden Warnhinweis tragen, wonach das Arzneimittel bei Erhöhung der Leberwerte (Transaminasen) abzusetzen ist. Das Krankheitsbild ähnelt einer Autoimmunhepatitis mit zentrolobulärer Leberzell-Nekrose, was sich mit Corticosteroiden behandeln lässt.
Bei 3,4 % der Anwenderinnen von Soja-Tabletten mit 150 mg Isoflavonen pro Tag traten nach 5 Jahren Endometriumhyperplasien auf, bei keiner in der Placebogruppe. Im Gegensatz dazu beeinflussen Cimicifuga-haltige Arzneimittel das Endometrium nicht.